# 고등문관시험
고등문관시험(高等文官試驗) 혹은 고문시험은 1894년부터 1948년까지 실시된 일본과 그 식민지인 조선과 대만에서 시행된 고등관 채용시험이다. 만주국에서도 같은 이름의 시험이 있었다.

## 시험
고등문관시험의 원형은 1887년 일본에서 제정된 "문관시험시호실천견습규칙(文官試験試補及見習規則)"이다. 이 규칙에 의해 관리 임용시험은 고등시험과 보통시험으로 나뉘었고, 전자는 주임관을, 후자는 판임관을 선발하기 위한 것이었다. 1893년 문관임용령(文官任用令) 제정에 따른 개혁에 의해 고등문관시험이 처음 실시되게 되었으며, 1899년 동령의 재개정을 통해 칙임관의 정치임용(추천임용)이 폐지되었기 때문에, 이후 많은 고등문관시험에서 많은 수의 칙임관이 배출되었다.
고등문관시험에 합격하면 신분과 출신성분에 관계 없이 고등관에 임명될 자격을 득했으며, 이 시험의 난이도는 매우 높았다. 이 시험제도는 제2차 세계대전 이후 1948년 명목상 폐지되었지만, 내용상 동일한 시험이 일본에서는 인사원에서 실시하는 국가공무원1종시험으로, 대한민국에서는 행정고등고시, 외무고등고시, 입법고등고시, 사법고시로 이어지고 있다.
도쿄제국대학 출신이 많이 합격했으며, 도쿄제국대학 출신의 고등문관시험 합격자에게는 일왕이 은시계를 하사했기 때문에, 이들을 「은시계조」라 불렀다.
고등문관시험에 합격하면, 문관(행정관), 외교관, 영사관, 판사, 검사에 임명되는 자격이 주어졌다. 또, 고등문관시험에서 합격하면 일본에서 시행 중이던 각종 국가자격시험의 무시험 검정자격이 주어지기도 했으며, 고등문관시험합격은 대학졸업과 동등한 학력으로 인정되었다.
1930년대 말에는 고등문관시험의 예비시험이 추가되었다. 일본의 고등학교 고등과 졸업생, 대학 예과 이상 수료자나 대학으로 승격된 구제의 전문학교 졸업자는 이 예비시험을 면제받았다. 원래 시험에는 행정과와 사법과가 있었으나, 1940년대 들어 외교과가 추가 편성되었으며, 당시에 변호사가 되기 위해서는 사법과에 합격해야 했다.
고등문관시험은 임용시험이 아니라 임용될 자격을 부여하는 자격시험이었기 때문에 합격이 관리임용과 직결되지는 않았다. 대개 합격한 후 1년에서 길게는 6년 정도를 기다려야 임용발령을 받았다.

## 시험 과목
예비시험은 필기시험만으로 이루어져 있었는데, 과목은 국어논리 및 외국어(영어, 프랑스어, 독일어 중에서 하나 선택)이었다. 고등학교 이상의 학교를 수료한 자는 예비시험을 면제받았다.
행정과 필기 시험 과목
- 필수과목 - 헌법, 행정법, 민법, 경제학
- 선택과목 - 철학 개론, 윤리학, 논리학, 심리학, 사회학, 정치학, 국사, 정치사, 경제사, 국어 및 한문, 상법, 형법, 국제공법, 민사소송법, 재정학, 농업정책, 상업정책, 산업정책, 사회정책

- 필기 선택과목은 3과목을 선택하며, 구술시험과목은 행정법 및 응시자의 필기 선택과목 이외의 과목 2개 선택

외교과 필기 시험 과목
- 필수과목 - 헌법, 국제공법, 경제학, 외국어(영어, 프랑스어, 독일어, 중국어, 러시아어, 스페인어 중 1개 선택)
- 선택과목 - 철학개론, 윤리학, 논리학, 심리학, 사회학, 정치학, 국사, 정치사, 경제사, 외교사, 국어 및 한문, 민법, 상법, 형법, 행정법, 국제사법, 재정학, 상업정책, 상업학

- 필기 선택과목은 3과목을 선택하며, 구술시험과목은 외국어, 국제공법 및 응시자의 필기 선택과목 이외의 과목 2개 선택

사법과 필기 시험 과목
- 필수과목 - 헌법, 민법, 상법, 형법, 민사소송법 또는 형사소송법(1과목 선택)
- 선택과목 - 철학개론, 윤리학, 논리학, 심리학, 사회학, 국사, 국어 및 한문, 행정법, 파산법, 국제공법, 민사소송법 또는 형사소송법(필수과목과는 다른 것으로 선택), 국제사법, 경제학, 사회정책, 형사정책

- 필기 선택과목은 2과목을 선택하며, 구술시험과목은 필기 선택과목 이외의 과목 2개를 선택하고, 민법과 형법중 1개 선택

## 조선인 합격자 명단
- 고등문관시험 합격자 명단을 참조.
- 아래 합격자 명단은 해당하는 본문 문서가 없는 자만 기재하였다.

### 행정과
- 1934년[2] : 최창홍(崔昌弘, 충청북도 참여관 겸 광공부장(參與官兼鑛工部長)), 김재하(金在河), 김성환(金聖煥), 이태용(李泰鎔), 이변욱(李釆郁), 진숭(陳崇), 임문환(任文桓), 김상봉(金相鳳), 朴○淳, 임탄(林坦), 길원봉(吉元鳳), 건승(乾昇), 주진영(朱進英), 홍헌표(洪憲杓), 차윤홍(車潤弘), 임웅(林雄)
- 1935년[3] :  조병우(趙炳禹)손석경(孫錫慶), 김영년(金永年), 김광승(金廣昇), 장수길(張壽吉)